# Louis Frans
Louis Frans (ca. 1921) was een Belgisch voetbaltrainer. In Nederland was hij tussen 1964 en 1967 de hoofdtrainer van Wilhelmina. Daarvoor was hij als sportief directeur werkzaam bij Beerschot.